# Silene pterosperma
Silene pterosperma là loài thực vật có hoa thuộc họ Cẩm chướng. Loài này được Maxim. miêu tả khoa học đầu tiên năm 1889.